# Tetramorium mossamedense
Tetramorium mossamedense är en myrart som beskrevs av Auguste-Henri Forel 1901. Tetramorium mossamedense ingår i släktet Tetramorium och familjen myror. Inga underarter finns listade i Catalogue of Life.